# Gryne amazonica
Gryne amazonica is een hooiwagen uit de familie Cosmetidae.